# Willkahuaya
Willkahuaya ist eine Ortschaft im Departamento La Paz im Hochland des südamerikanischen Anden-Staates Bolivien.

## Lage im Nahraum
Willkahuaya ist zentraler Ort des Kanton Willkahuaya im Municipio Achacachi in der Provinz Omasuyos. Die Ortschaft liegt in einer Höhe von 3839 m in einem nach Südwesten zum Seeufer hin offenen Tal im südöstlichen Abschnitt des Titicacasees, unterhalb der Uferstraße von Jankho Amaya nach Santiago de Huata.

## Geographie
Das Klima im Raum Willkahuaya leitet sich ab aus der Höhenlage auf dem Altiplano und der Nähe zur großen Wasserfläche des Titicacasee, der die Temperaturschwankungen abmildert.
Die Jahresdurchschnittstemperatur liegt bei 11 °C (siehe Klimadiagramm Achacachi), wobei der Monatsdurchschnitt im kältesten Monat (Juli) mit 8 °C nur wenig von den wärmsten Monat (November bis März) mit 12 °C abweicht. Das Klima ist arid von Juni bis August mit nur sporadischen Niederschlägen, und es ist humid in den Sommermonaten, vor allem von Dezember bis März, mit Monatsniederschlägen von teilweise mehr als 100 mm. Der Jahresniederschlag liegt bei etwa 600 mm.

## Verkehrsnetz
Willkahuaya liegt in einer Entfernung von 101 Straßenkilometern nordwestlich von La Paz, der Hauptstadt des gleichnamigen Departamentos.
Von La Paz führt die asphaltierte Nationalstraße Ruta 2 über El Alto in nordwestlicher Richtung 70 Kilometer bis Huarina, von dort weiter entlang des Ufers des Titicacasees über Huatajata, Chua Cocani und Jankho Amaya zur Straße von Tiquina und weiter nach Copacabana und Khasani. Am Westrand von Jankho Amaya zweigt eine Seitenstraße in nordwestlicher Richtung entlang der Küstenlinie nach Cocotoní und weiter nach Santiago de Huata ab. Zwei Kilometer hinter Cocotoní führt eine unbefestigte Landstraße hinab zum Seeufer nach Willkahuaya.

## Bevölkerung
Die Einwohnerzahl von Willkahuaya ist im vergangenen Jahrzehnt um etwa ein Fünftel angewachsen:
| Jahr | Einwohner         | Quelle       |
| ---- | ----------------- | ------------ |
| 1992 | keine Detaildaten | Volkszählung |
| 2001 | 155               | Volkszählung |
| 2012 | 188               | Volkszählung |
| 2024 |                   | Volkszählung |

Die Region weist einen hohen Anteil an Aymara-Bevölkerung auf, im Municipio Achacachi – zu dem die Region Huatajata bis August 2010 gehört hat – sprechen 94,1 Prozent der Bevölkerung Aymara.